# Памятники Ленину в Латвии

Памятник Ленину в Риге
(1950, снесён в 1991)

В Латвийской Советской Социалистической Республике всегда подчёркивалась роль Владимира Ленина в истории Латвии. Были сооружены бюсты, скульптуры и крупные монументы, посвящённые В. И. Ленину. Наряду с типовыми памятниками было много выразительных произведений, которые создавали ведущие мастера советского монументального искусства.

## В. И. Ленин и Латвия
Ленин посетил Ригу в 1900 году, когда приезжал на встречу с рижскими социал-демократами.
Известна роль Ленина при подготовке революционных событий 1905 года в Латвии и создании Исколата в начале 1918-го.
22 декабря 1918 года — Ленин подписал «Декрет Совета Народных Комиссаров о признании независимости Советской Республики Латвии».

## Памятники Ленину в послевоенное время

Памятник В. Ленину в Даугавпилсе. 1970

В первую послевоенную пятилетку (с 1946 по 1950 год), в республике было установлено около двадцати ленинских скульптур. Это были тиражированные произведения известных советских скульпторов — Меркурова, Андреева, Манизера и Томского.
В 1950 году в центре Риги был сооружён памятник Ленину. Авторы монумента: архитектор — Эрнест Шталберг, скульпторы — Вениамин Боголюбов и Владимир Ингал.
Основоположники латвийского изобразительного искусства Карл Зале, Эрнест Шталберг, Теодор Залькалнс и Янис Тильбергс, в своё время, принимали активное участие в осуществлении Ленинского плана монументальной пропаганды (1917—1924).
Их ученики, Зариньш, Буковский, Бриеде, Плуксне, Терпиловский и другие, уже в шестидесятые годы, стали создавать уникальные произведения искусства в граните и бронзе успешно развивая советскую монументальную лениниану.

## Список памятников по городам

Памятник Ленину в Риге.
Демонтирован 25 августа 1991

- Вентспилс: Памятник Ленину скульптора Яниса Зариньша и архитектора Яниса Лицитиса, установлен в 1975 году на площади Ленина (ныне Большая площадь), демонтирован 25 августа 1991 года[11][12]. Также на Комсомольской площади (ныне Мельничная площадь) были расположены бюсты Ленина и Сталина (бюст Сталина демонтирован в 1957 году, Ленина — в 1975)[13][14]

- Даугавпилс: Памятник был установлен на центральной площади 19 апреля 1970 года. Скульптор — А. Н. Черницкий, архитектор — В. Калныньш[15]. Демонтирован 20 сентября 1991 года[16].

- Елгава: первый памятник Ленину в Елгаве был установлен в Комсомольском парке (нынешний Вокзальный парк) возле железнодорожного вокзала в 27 годовщину со дня смерти Ленина, 21 января 1951 года. Монумент являлся уменьшенной копией памятника Ленину у входа в Канал имени Москвы скульптора Сергея Меркурова. Демонтирован летом 1974 года в связи с аварийным состоянием[17].

Второй памятник работы скульптора Отто Калейса и архитектора Эрменса Балыньша был установлен на смену первому на Центральной площади (современной площади герцога Якоба) 26 июля 1974 года. Демонтирован 17 октября 1990 года по решению городского совета народных депутатов.
Также в Елгаве существовал совместный памятник Ленину и Сталину (скульптурная композиция Вениамина Пинчука и Роберта Таурита «Ленин и Сталин в Горках» 1949 года, тиражировалась во многих городах СССР), установленный в 1955 году возле башни церкви святой Троицы. Демонтирован в рамках политики десталинизации осенью 1961 года.
- Лиепая: памятник Ленину работы скульптора Альберта Терпиловского был открыт 22 апреля 1970 года, в 100-летний юбилей со дня рождения Ленина, на площади 17 июня (ныне площадь Карлиса Зале). Демонтирован 23 августа 1991 года. По предложению немецкой уроженки Лиепаи Валтраут фон Тизенгаузен бронзовый памятник был переплавлен на сувенирные колокольчики, деньги от продажи которых идут на благотворительность[18].

- Рига: Памятник был установлен 20 июля 1950 года, (архитектор — Э. Е. Шталберг, скульпторы — В. Я. Боголюбов и В. И. Ингал) недалеко от Рижского Кафедрального собора и здания (современного) Кабинета Министров Латвийской Республики. Был демонтирован вместе с постаментом 25 августа 1991 года, сразу после распада СССР. Ныне хранится в повреждённом виде на складе на окраине Риги. Копия памятника в 1951 году была установлена в Ленинграде на Средней Рогатке (в 1968 году перенесена в Зеленогорск). Ещё одна копия в 1957 по 1966 год, находилась в здании Московского вокзала (Ленинград).[19]

Проекты памятников Ленину, созданные в СССР, для городов Виляны, Виляка, Талсы, Тукумс, Салдус, Смилтене, Айзкраукле, Броцены, Илуксте, Субате, на новой площади Республики в Риге, и для Завода приводных цепей в Даугавпилсе, находились на разной стадии проектирования, но в материале реализованы не были.

## После 1990 года
Последний памятник Ленину в Риге, был демонтирован весной 1995 года после сдачи Военного госпиталя местным властям.
Комиссия по охране памятников, осмотревшая скульптуру 24 марта, рекомендовала демонтировать бюст и передать его Музею оккупации Латвии.
На некоторых территориях, оставленных воинскими частями в провинции, памятники Ленину простояли до 2000 года.
В начале XXI века в Кулдигском крае начал создаваться «Парк скульптур советского периода», подобный литовскому «парку Грутас». Владелец сельской территории перевёз сюда несколько демонтированных в Латвии памятников Ленину.

## Галерея

Фрагмент памятника Ленину в «Парке скульптур», Кулдигский край.
Фрагмент памятника Ленину в «Парке скульптур».
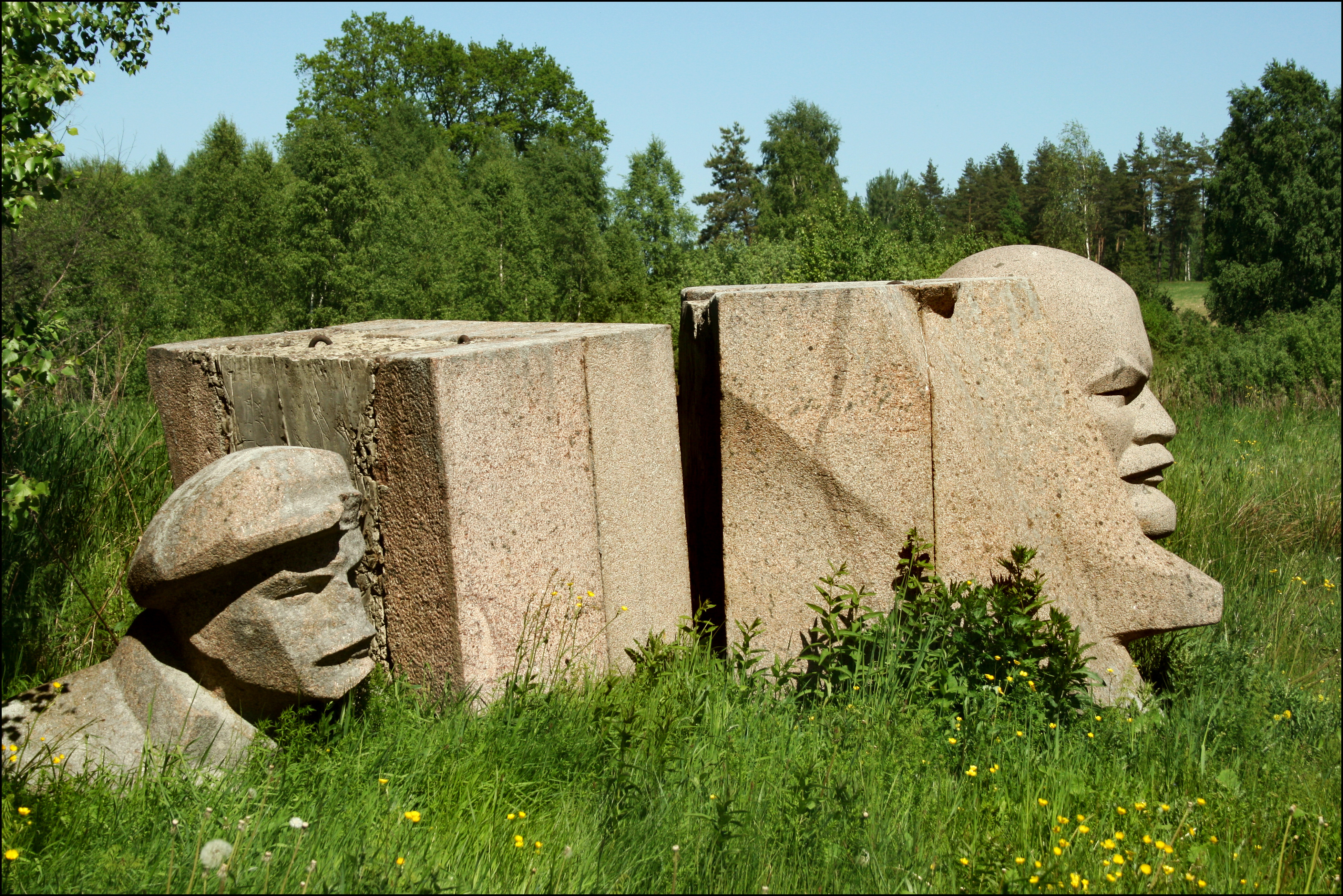
Фрагменты памятников в «Парке скульптур».
Памятник В. И. Ленину (скульптор К.Янсонс). Был установлен в Цесисе в 1959 году, в 1990 году передан в городской музей.
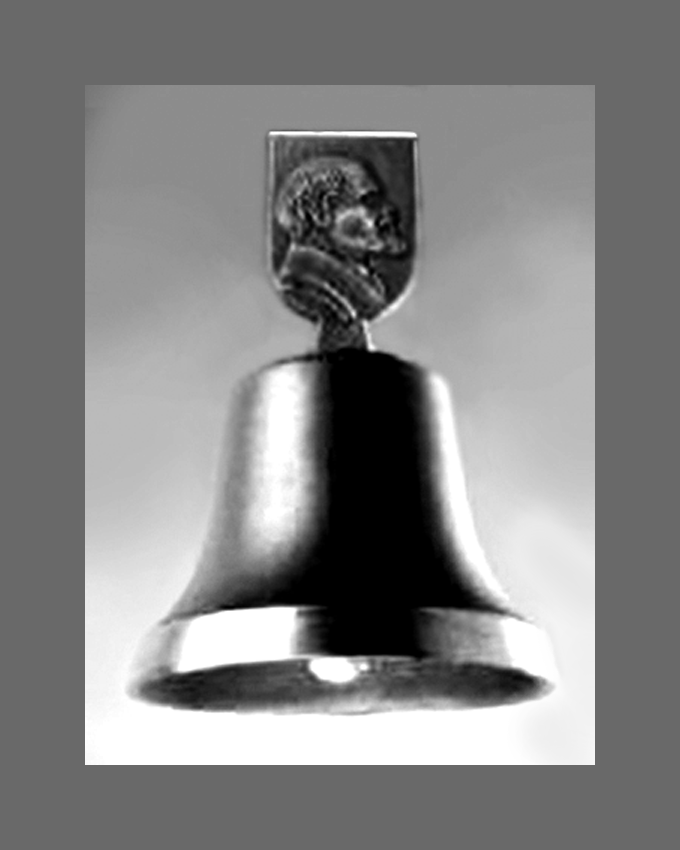
Бронзовый колокольчик. Сделан из переплавленного памятника В. И. Ленину (скульптор А. Терпиловский, Лиепая).
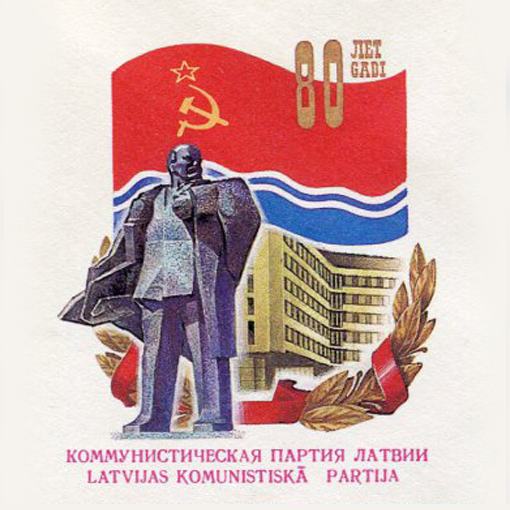
Дизайн почтового конверта с изображением памятника Ленину в Дубулты, Юрмала (скульптор Ю.Мауриньш, 1977). Бронза, высота — 10,5 метров.
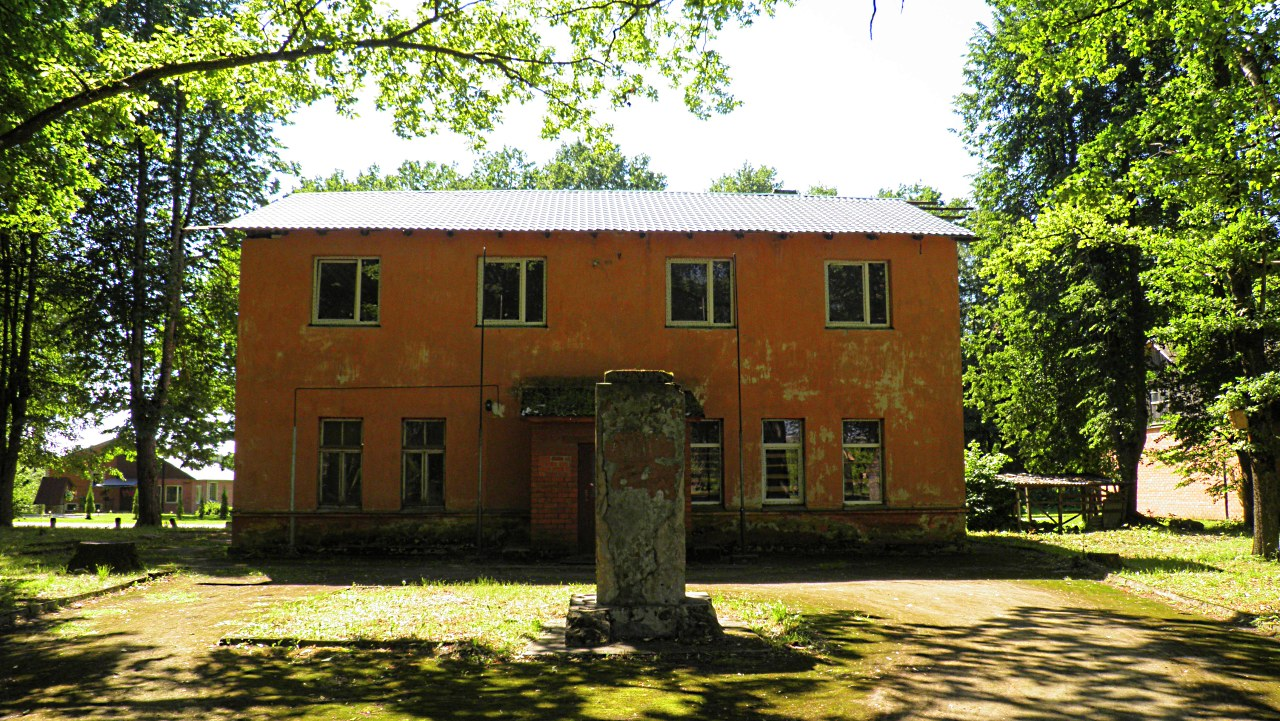
Постамент памятника Ленину в Нерете. Фото 2010 г.